# Bernhard Cella

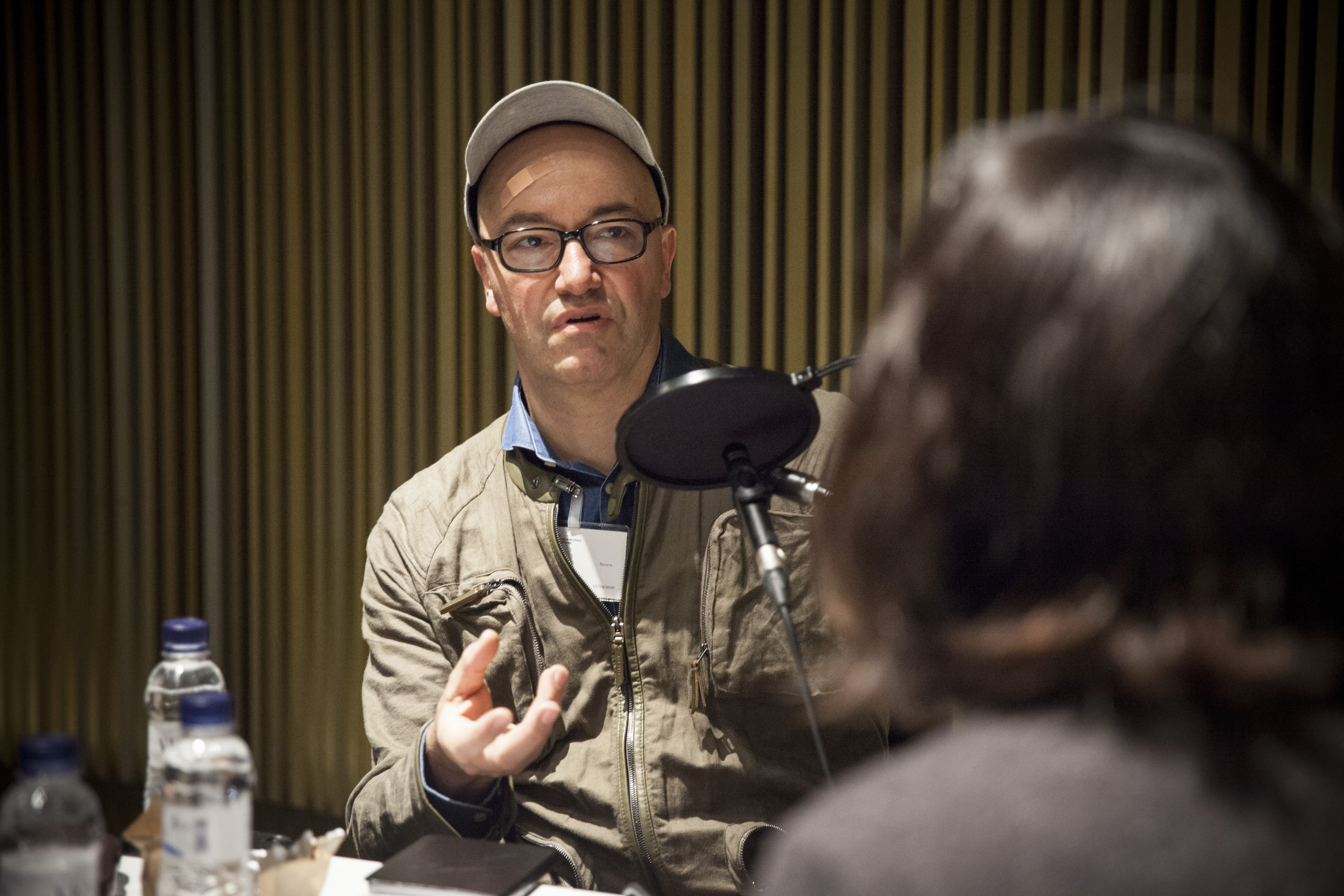
Bernhard Cella (2016)

Bernhard Cella (* 1969 in Salzburg) ist ein österreichischer Multimedia-Künstler und Kurator.

## Werdegang
Cella studierte an der Akademie der bildenden Künste Wien bei Erich Wonder, an der Universität für künstlerische und industrielle Gestaltung Linz bei Herbert Lachmayer und an der Hochschule für bildende Künste Hamburg.

## Arbeitsschwerpunkte
Cella ist ein Verfechter von Kunstbüchern als eigenständigem Anschauungsmedium und er hat Ausstellungen mit und über Bücher kuratiert. Er hat erklärt, dass ein gutes Kunstbuch einen Besuch in einem Museum ersetzen kann, denn es bietet viele Möglichkeiten für Diskurse und Experimente.
In Projekten wie Collecting Books, Salon für Kunstbuch oder Kunstbuch*Kompass fokussiert er auf unterschiedliche Aspekte der Wahrnehmung von Büchern, wobei er oft auf unkonventionelle Anordnungen (etwa nach der Farbe der Buchcover) zurückgreift, um Sehgewohnheiten und Klassifikationsschemata in Frage zu stellen.
Ein weiterer Schwerpunkt seiner Arbeiten liegt auf Produktions- und Distributionstechniken zeitgenössischer bildender Kunst, wobei er als Künstler die Rolle des Geschäftsmanns annimmt, der die Grenzen zwischen Wirtschaft und Kunst sprengt. Unter anderem gestaltete er Installationen, die gleichzeitig als Modestudio, Hotel oder Museumsshop fungieren.
Er war Lektor an der Universität für künstlerische und industrielle Gestaltung Linz und Vortragender an Institutionen wie Print Room Rotterdam, Galerie für Zeitgenössische Kunst Leipzig, oder Schloss Sigharting.
Im Rahmen seines Projekts "and. learning English has no use" verwendete er Reproduktionen eigener Arbeiten, um die Sprachbarriere zu chinesischen Kunststudenten zu durchbrechen, mit denen er bei einem Aufenthalt in Nanjing zusammenarbeitete. Er nützte ästhetische Mittel, um eine alternative, nicht-sprachliche Kommunikationsform zu etablieren. Die chinesischen Studenten reproduzierten seine Arbeiten, wodurch ein Dialog etabliert wurde.
2012 wurde Cella vom Künstler AA Bronson und Printed Matter Inc. zur New York Art Book Fair eingeladen, wo er österreichische Künstlerbücher und Publikationen am MoMA/PS1 präsentierte.
Seit 2012 leitet Cella den Salon für Kunstbuch im 21er Haus der Österreichischen Galerie im Belvedere. Er ist Leiter eines vom österreichischen Forschungsfonds FWF geförderten Projekts zum Thema von Publikationen ohne ISBN. Außerdem ist er Mitglied der Jury des jährlich vergebenen österreichischen Kunstbuchpreises "Schönste Bücher".

## Tätigkeit als Kurator
Er war Kurator folgender Ausstellungen zum Thema Kunstbuch:
- "Revolver - Archiv für aktuelle Kunst Frankfurt",[18]
- "7 Schweiz - 195 Künstlerbücher",[19]
- "14 × NL in 1070",[20]
- 35 books from London,[21]
- COLLECTING BOOKS - FOCUS ON AUSTRIA,[22][23]
- "Künstlerbücher aus der Türkei"[24]
- "MIT Care-Paket. 30 kg Kunsttheorie aus Amerika"[24]

## Werke in öffentlichen und privaten Sammlungen (Auswahl)
- Belvedere
- Kunstsammlung des Landes Salzburg[25]
- Kunstsammlung des Landes Oberösterreich[26]
- Sammlung des Künstlers Nikos Alexiou,[27][28][29][30]
- Centre Georges-Pompidou,[31]
- Albertina,[32]
- Museum für angewandte Kunst Wien[33]
- Van Abbemuseum
- J. Paul Getty Museum[34]
- Klaus Buhmann Stiftung Hannover
- CNEAI - Centre national édition art image
- Lentos Kunstmuseum Linz

## Auszeichnungen
- 1994: 24. Österreichischer Graphikwettbewerb Innsbruck[35]
- 2003: Stipendium Paris[36]
- 2004: Stipendium Rom
- 2007: Atelierstipendium des Bundesministeriums für Kunst und Kultur, Nanjing

## Ausstellungen (Auswahl)
- 1993: Jahresausstellung 93, Salzburger Kunstverein
- 1995: Bernhard Cella. Jahrestafel Kunst Österreich, Kulturzentrum Oberwart, Bregenzer Kunstverein [old], Depot, Kunst und Diskussion, Galerie bois, Kunsthalle Krems, Tiroler Landesmuseum, Kärntner Landesgalerie, Neue Galerie der Stadt Linz, Neue Galerie Graz, Galerie 5020[37][38][39]
- 1997: from ten for one to ART, Museum für angewandte Kunst, Video, Videoinstallation
- 2000: Bernhard Cella. Videos, Kunstverein Baden, Video
- 2004: Skulpturenpreis des Landes Salzburg, Galerie im Traklhaus
- 2006: Nairobi Retour, Kunsthalle Wien, project space[40]
- 2006: Bernhard Cella. Die Kunst des Verweilens, Salzburger Kunstverein
- 2007: Art Basel / Used Future & Nieves[41]
- 2011: Eröffnung des 21er Haus / Schöne Aussichten!, 21er Haus, Vienna Art Week 11. Reflecting Reality (Gruppenausstellung)
- 2012: Utopie Gesamtkunstwerk, 21er Haus (Gruppenausstellung)[42]
- 2012: ZEIT (LOSE) ZEICHEN. Gegenwartskunst in Referenz zu Otto Neurath, Künstlerhaus (Gruppenausstellung)[43]
- 2013: 9742. Installation in der Bibliothek der Akademie der bildenden Künste Wien
- 2013: How to disappear completely and never be found. Installation und Performance, MAK Wien[44]
- 2014: Ich will wissen wie ihr wohnt, Installation, Kunstverein Hamburg[45]
- 2014: Schleusen, Kiesler Privatstiftung Wien[46]
- 2014::ndex, Casa Bosques, Guadalajara, Mexiko (Gruppenausstellung)[47]
- 2015: ArtsLibris, Museum Santa Monica, Barcelona (Gruppenausstellung)[48]

### Werke
- 1990 „1m2 Kunst“ [die Kunst im Rasterraum; ein 14-Tage-Spiel] / Dialog Blau Verein zur Förderung von Kommunikationsforschung, 1990[49]
- 1993. „Kunstpassage“, Edition Hotel Ostblick (mit Christiane Klappert). ISBN 978-3-902374-11-0
- 1993. „Salzburg. Baden Baden. St. Moritz“, Edition Ostblick, 1993 (mit Christiane Klappert).[50][51]
- 1995. „Jahrbuch Kunst Österreich. Der Kalender für ein Jahr, 52 Einsichten in das österreichische Kunstgeschehen“, Verein für Interkulturellen Datentransfer, 1995[38][52]
- 1999. „Defile“ Edition Ostblick, 1999 (mit Joke Roobard)[53]
- 2000. „Cadeaugeschenkgift“, Edition Selene, 2000 (mit Hans Ch. Dany und Georg Schöllhammer)[54][55][56]
- 2000. „Annual Table on Art in Austria: Ornamental Schematics to the Rhythms of Austrian Seasons“, Edition Ostblick, 2000[57]
- 2000. „Jahrbuch Kunst Österreich. 52 Einsichten in das österreichische Kunstgeschehen“, Edition Ostblick (mit Anselm Wagner und Burghart Schmidt)[58][59] ISBN 978-3-902374-01-1.
- 2002. „Travel Journal“, Edition Ostblick, 2002[60]
- 2003. „Stiching Marathon“, 2003, Museum für Volkskunde[61]
- 2003. „Porno mit Luppe. Wollüstige Spiele“, 2003, 18x12[62]
- 2004. „Weihnachtsbäume 1“ Edition Ostblick, 2004. ISBN 978-3-902374-03-5
- 2004. „Weihnachtsbäume 2“ Edition Ostblick, 2004. ISBN 978-3-902374-04-2
- 2004. „Weihnachtsbäume 3“ Edition Ostblick, 2004. ISBN 978-3-902374-05-9
- 2005. „Model for a Book“
- 2006. „Travel Journal two“ Edition Ostblick, 2006 (mit Jonathan Harker)[63]
- 2006. „Incubation douce“ Edition Ostblick, 2006[64][65] ISBN 3-902374-06-3.
- 2006. „Die Kunst des Verweilens“ Edition Ostblick, 2006 (mit Andreas Leo Findeisen und Hemma Schmutz)[66]
- 2007. „Travel Issue, Vienna [23.-29. Mai 2007]“ Used Future, 2007 (mit Tobias Madison)[67]
- 2007. „Neo-Kuratin: Kuratorenpflaster“, Edition Hotel Ostblick 2007[50]
- 2008. „Artist at work“ Schlebrügge Editor, 2008 / ISBN 978-3-85160-140-4.[68]
- 2009. „Aus der Wand treten“[69]
- 2010. „Ökonomie der Unaufmerksamkeit“[70]
- 2011. „Präsentation: Bernhard Cella. Salon für Kunstbuch“, 2011[71]
- 2012. „The Artist's View“[72]
- 2012. And, learning English has no use. Edition Fotohof, 2012, ISBN 978-3-902675-67-5.
- 2013. „Schrift: Maria Knoll“[73]
- 2013. "Covers", Sternberg Press, 2013.[74]

### Sekundärmaterialien
- 2009. A work of art as industrious as a business. In: Lookbook Departure, 2009, S. 307.
- Christa Benzer. 2006. Im Licht der gleißenden Sonne: Rundgang durch Salzburgs Kunstlandschaft Der Standard[75]
- David Galloway. 2008. Art Cologne's emerging new identity In: The New York Times 2008.[76]
- Johanna Hofleitner. 2010. Rundgang: Wiener Künstler an ihren Lieblingsplätzen, Die Presse, 2010.
- Christian Kravagna. 1995, What am I doing here? in Kunstforum, 1995.[77]
- Michael Lingner. Zu Bernhard Cella/Mario Ohno in Kunstforum international, Nr. 125, (Jan/Feb 1994[78]
- Lisa Rosenblatt. 2007 "Why even try?" in Art in Migration, 2007[79]
- Senf TV. 2012 / TV, 14. Februar 2012[80]
- Rainer Zendron. 1992. Kraft des Materials In Kraft des Materials [vorläufige Ergebnisse eines Prozesses] O. K Centrum für Gegenwartskunst.[81]